# Menesia matsudai
Menesia matsudai es una especie de escarabajo longicornio del género Menesia, categorizada en la tribu Saperdini, de la subfamilia Lamiinae. Fue descrita por Hayashi en 1985.

## Descripción
Mide 6,5-7,5 mm de longitud. El período de actividad en adultos se presenta en marzo.

## Distribución
Se distribuye por China.